# Boundary Creek Provincial Park
Der Boundary Creek Provincial Park ist ein nur 2 ha großer Provinzpark im Süden der kanadischen Provinz British Columbia. Der Park gehört zu den zehn kleinsten Provincial Parks in British Columbia. Er liegt 4 km südlich von Greenwood am Crowsnest Highway (Highway 3) und gehört zum Regional District of Kootenay Boundary.

## Anlage
Das Schutzgebiet liegt westlich des, hier in Nord-Süd-Richtung verlaufenden, Crowsnest Highway. Der Park wird nach Osten von Boundary Creek, einem Nebenfluss des Kettle River, begrenzt. Die umliegenden Berge gehören zu den Monashee Mountains.
Bei dem Park handelt es sich um ein Schutzgebiet der Kategorie II (Nationalpark).

## Geschichte
Wie bei fast allen Provinzparks in British Columbia gilt auch für diesen, dass er lange bevor die Gegend von europäischen Einwanderern besiedelt oder sie Teil eines Parks wurde, Jagd- und Fischereigebiet verschiedener Stämme der First Nations war.
Der Park wurde am 16. März 1956, zusammen weiteren Parks, gegründet. Bei seiner Gründung umfasste er eine Fläche von 9 Acre (rund 3,5 ha). Im Laufe der Zeit wurden Parkstatus und seine Grenzen mehrfach geändert. Zuletzt wurden die Parkgrenzen 2000 mit dem Protected Areas of British Columbia Act verändert. Dabei wurde der Park auf seine heutige Größe verkleinert.

## Flora und Fauna
Das Ökosystem von British Columbia wird mit dem Biogeoclimatic Ecological Classification (BEC) Zoning System in verschiedene biogeoklimatischen Zonen eingeteilt. Diese biogeoklimatischen Zonen zeichnen sich durch ein grundsätzlich identisches oder sehr ähnliches Klima sowie gleiche oder sehr ähnliche biologische und geologische Voraussetzungen aus. Daraus resultiert in den jeweiligen Zonen dann auch ein sehr ähnlicher Bestand an Pflanzen und Tieren. Der Park wird danach der Interior Douglas-fir Zone mit den Subzonen Dry Mild (IDFdm) und Very Dry Hot (IDFxh) zugeordnet.
Die Westliche Balsam-Pappel bildet den Hauptbestand an Bäumen im Park.

## Aktivitäten
Der Park ist bei Wanderern ein beliebtes Ziel da am Rand des Parks, auf einer ehemaligen Eisenbahntrasse der Kettle Valley Railway, heute der Kettle Valley Rail Trail verläuft. Ebenfalls verläuft dort auch der Trans Canada Trail. Der Park ist Ausgangspunkt bzw. Zwischenstation für eine Vielzahl von Wandermöglichkeiten.
Der Park hat insgesamt 18 Stellplätze für Wohnmobile und Zelte und verfügt über einfache Sanitäranlagen.